# Selecció de futbol del País Valencià
La Selecció valenciana de futbol és la representant del País Valencià en futbol. Va disputar el seu primer partit el 1918 i es va mantindre activa durant els anys 30 i 40 del segle xx. Entre 2001 i 2006 va disputar un partit amistós internacional a l'any, aprofitant les vacances de Nadal. Des de 2006 la Federació Valenciana de Futbol, associació encarregada dels partits, no ha tornat a organitzar cap partit amistós.

## Història
Històricament, la selecció valenciana té dues èpoques ben diferenciades. La primera té lloc als anys 20 i 30 del segle xx, abans de la Guerra Civil, quan diverses seleccions de "regions" de l'Estat espanyol disputaven partits front altres regions o altres països estrangers. La selecció valenciana va debutar el 1918, en un partit que guanya a l´Aragó per 5-0. En aquesta època, Catalunya seria el gran rival dels valencians, jugant fins a 4 partits.
Així mateix, durant la Segona República es van disputar diversos partits amistosos contra el València CF, on el combinat nacional valencià estava compost per jugadors valencians d'altres equips. Aquests partits es van disputar els anys 1931, 1934, 1935 i 1936 a l'estadi de Mestalla. En 1941 es va reeditar un partit amistós de les mateixes característiques, en homenatge a la consecució del Campionat d'Espanya per part del València CF.
La segona etapa arriba a partir de l'any 2001, quan després del franquisme, es comencen a popularitzar de nou les seleccions "autonòmiques", que disputen amistosos durant el descans de Nadal. Els partits estan organitzats per la Federació Valenciana de Futbol, qui destina els beneficis dels seus partits al futbol base. En estos anys, la selecció valenciana disputa partits internacionals contra països com el Camerun, Bulgària, Lituània o Colòmbia entre d'altres. Des de l'any 2006 no se celebra cap partit degut a la falta de suport econòmic i finançament, ja que Ràdio Televisió Valenciana, principal promotor dels partits, va deixar d'aportar els 150.000 euros necessaris. Posteriorment en 2007, ja sense el suport econòmic, es va tractar d'organitzar altre encontre, però la majoria de jugadors va declinar l'oferta i la Federació va desistir.
L'any 2020, la Federació Valenciana de futbol va anunciar a través del seu president Salvador Gomar que s'havia estat parlant amb alguns futbolistes professionals com ara Vicente Iborra i Paco Alcácer per a la tornada de la Selecció Valenciana absoluta. La idea de la Federació seria disputar algun partit amistós benèfic després de la pandèmia del COVID-19 que suposara el retorn de la selecció absoluta masculina i el debut de la selecció femenina.

## Partits
El darrer partit de la selecció valenciana va ser el 28 de desembre de 2006, a l'Estadi Martínez Valero d'Elx, front el Perú, al qual va guanyar per 3-1.
En total, els valencians han jugat 12 partits (7 guanyats, 1 empatat i 4 perduts), amb 30 gols a favor i 16 en contra.
| Data                   | Lloc                                | Selecció Valenciana | Rival               | Resultat | Estadi                  |
| ---------------------- | ----------------------------------- | ------------------- | ------------------- | -------- | ----------------------- |
| 28 de desembre de 2006 | Elx, País Valencià                  | País Valencià       | Perú                | 3 - 1    | Estadi Martínez Valero  |
| 28 de desembre de 2005 | València, País Valencià             | País Valencià       | Colòmbia            | 2 - 1    | Estadi de Mestalla      |
| 28 de desembre de 2004 | València, País Valencià             | País Valencià       | Bulgària            | 1 - 2    | Estadi de Mestalla      |
| 27 de desembre de 2003 | Castelló de la Plana, País Valencià | País Valencià       | Camerun             | 2 - 1    | Estadi Nou Castàlia     |
| 27 de desembre de 2002 | València, País Valencià             | País Valencià       | Sèrbia i Montenegro | 1 - 2    | Estadi de Mestalla      |
| 28 de desembre de 2001 | València, País Valencià             | País Valencià       | Lituània            | 4 - 1    | Estadi de Mestalla      |
| 23 d'abril de 1944     | Barcelona, Catalunya                | País Valencià       | Catalunya           | 2 - 2    | Camp de les Corts       |
| 27 de març de 1944     | València, País Valencià             | País Valencià       | Catalunya           | 3 - 4    | Estadi de Mestalla      |
| 14 de març de 1941     | València, País Valencià             | València CF         | País Valencià       | 3 - 1    | Estadi de Mestalla      |
| 15 de novembre de 1936 | València, País Valencià             | País Valencià       | Catalunya           | 4 - 0    | Estadi de Mestalla      |
| 18 d'octubre de 1936   | Barcelona, Catalunya                | País Valencià       | Catalunya           | 0 - 2    | Camp de les Corts       |
| 11 de febrer de 1936   | València, País Valencià             | València CF         | País Valencià       | 5 - 2    | Estadi de Mestalla      |
| 14 de març de 1935     | València, País Valencià             | València CF         | País Valencià       | 5 - 2    | Estadi de Mestalla      |
| 26 de febrer de 1934   | València, País Valencià             | València CF         | País Valencià       | 2 - 1    | Estadi de Mestalla      |
| 6 de desembre de 1931  | València, País Valencià             | València CF         | País Valencià       | 2 - 2    | Estadi de Mestalla      |
| 8 de gener de 1928     | Màlaga, Andalusia                   | Andalusia           | País Valencià       | 4 - 1    | Estadi Baños del Carmen |
| 13 de juny de 1918     | País Valencià                       | País Valencià       | Aragó               | 3 - 0    |                         |
| 12 de juny de 1918     | País Valencià                       | País Valencià       | Aragó               | 5 - 0    |                         |

## Jugadors
Alguns dels jugadors que han vestit la samarreta valenciana han estat Farinòs, Rufete, Albelda, Ballesteros, Quique Medina, Juan Sánchez, entre d'altres.
La última convocatòria a la selecció (any 2006) estava composta pel següent equip:
| #            | Nom             | Club                   |         |         |         |
| Porters      | Porters         | Porters                | Porters | Porters | Porters |
| ------------ | --------------- | ---------------------- | ------- | ------- | ------- |
| -            | Toño Martínez   | Racing de Santander    |         |         |         |
| -            | David Rangel    | Hércules CF            |         |         |         |
| Defenses     |                 |                        |         |         |         |
| -            | Víctor Gomis    | Elx CF                 |         |         |         |
| -            | Carlos Bellvís  | Elx CF                 |         |         |         |
| -            | Manuel Ruz      | Gimnàstic de Tarragona |         |         |         |
| -            | Juanfran Torres | Club Atlético Osasuna  |         |         |         |
| -            | Pedro López     | Reial Valladolid       |         |         |         |
| Migcampistes |                 |                        |         |         |         |
| -            | Héctor Font     | CA Osasuna             |         |         |         |
| -            | Javier Farinós  | Hèrcules CF            |         |         |         |
| -            | César Arzo      | Recreativo de Huelva   |         |         |         |
| -            | Vicente Moreno  | Xerez CD               |         |         |         |
| -            | Miquel Pallardó | València CF            |         |         |         |
| -            | Líbero Parri    | Albacete Balompié      |         |         |         |
| 16           | Abel Buades     | Cadis CF               |         |         |         |
| -            | Pablo Redondo   | Getafe CF              |         |         |         |
| -            | Pablo de Lucas  | Sporting de Gijón      |         |         |         |
| Davanters    |                 |                        |         |         |         |
| -            | Roberto Soldado | CA Osasuna             |         |         |         |
| -            | Joaquín Rufete  | RCD Espanyol           |         |         |         |
| -            | Xisco Muñoz     | Real Betis             |         |         |         |
| 19           | Natalio         | CE Castelló            |         |         |         |

## Seleccionadors
Alguns dels seleccionadors valencians més coneguts han estat Pep Claramunt i Benito Floro.
| Seleccionador                     | Període     |
| --------------------------------- | ----------- |
| Benito Floro i Pep Claramunt      | 2001        |
| Quique Hernández                  | 2002        |
| José Luis Oltra i Xavier Subirats | 2003        |
| Benito Floro                      | 2004        |
| Pep Balaguer                      | 2005 - 2006 |

## Altres categories

### Selecció valenciana amateur
La selecció amateur o d'aficionats —denominada així per estar formada per jugadors no professionals tot i ser la mateixa que la professional o sènior— és l'encarregada de defensar al País Valencià en la Copa de les Regions de la UEFA. Amb el nou format disputat per regions el combinat valencià no s'ha classificat per a disputar la contesa europea en cap ocasió.
Les seleccions regionals d'aquest torneig estan conformades per jugadors de Tercera Divisió, Preferent o inferiors, menors de 35 anys. És a dir, d'acord amb la definició de la UEFA de futbolistes aficionats, no professionals. L'únic requisit per a ser seleccionat és tindre llicència en un equip del País Valencià.
L'accés a disputar la Copa de les Regions és dirimit en la Fase espanyola de la Copa de les Regions de la UEFA, on la Selecció Valenciana va aconseguir el seu millor resultat l'any 2008, quan es va proclamar vencedora del Grup F de la Primera Fase Espanyola de la VI Copa de les Regions UEFA. Aquesta fase preliminar del Grup F es va disputar entre el 7 i 9 de desembre de 2007 en la localitat valenciana de La Nucia (Marina Baixa). Després de la seua classificació per a la Fase Intermèdia Espanyola, va jugar el 30 de gener i 29 de febrer de 2008 contra la secció amateur de la Selecció Catalana, que va véncer l'eliminatòria.
Al desembre de 2019, la selecció valenciana va disputar la Primera Fase espanyola de la XII edició de la Copa de les Regions de la UEFA en Vícar (Almeria). Va empatar a zero contra la Selecció d'Andalusia i va perdre 2-1 contra la Selecció d'Astúries.

### Categories inferiors
La Federació de Futbol de la Comunitat Valenciana organitza un total de 22 combinats de seleccions valencianes masculines i femenines. Competeixen en les diferents categories juvenils de futbol, així com en futbol sala i futbol platja. Aquestes 22 seleccions valencianes tenen a la radiotelevisió pública À Punt com a patrocinador.